# Prix Hélène-Porgès
Le prix Hélène-Porgès, de la fondation du même nom, est un ancien prix quadriennal de philosophie, créé en 1922 par l'Académie française et « destiné à récompenser un livre de nature à développer chez les écoliers de France l’amour de leur patrie ».

## Liste des lauréats
- 1927 : Victor Giraud pour Histoire de la grande guerre
- 1928 : Octave Homberg pour La France des cinq parties du monde
- 1932 : Émile Reibell (1866-1950) pour Carnet de route de la mission saharienne Foureau-Lamy
- 1936 : Paul Galland pour La Grande Guerre par l’image
- 1940 : Capitaine Marius Mennerat pour Tunisiens héroïques au service de la France
- 1948 : 
  - Philippe d'Estailleur-Chanteraine pour Histoire de la nation française
  - Pierre Varillon pour La marine au service de la France, 1215-1715
- 1952 : 
  - Jean Ledruze-Desmaires pour Flambée de souvenirs
  - Pierre Mariage pour Le destin des équipages
- 1956 : 
  - Claude Esil pour À toute vapeur
  - Paule Imbrecq et Marie-Françoise Richaud pour En suivant Jeanne d’Arc sur les chemins de France
- 1960 : André Maillet (1889-1968) et Léopold Morel pour Entrons dans la vie
- 1964 : Madeleine Triandafil (1897-1977) pour Le bout du monde
- 1972 : Georges Hacquard pour Vers une école idéale
- 1984 : Geneviève Duroselle-Veslot et Denys Prache pour Les rois de France